# Bulbophyllum cocoinum
Bulbophyllum cocoinum é uma espécie de orquídea (família Orchidaceae) pertencente ao gênero Bulbophyllum. Foi descrita por James Bateman e John Lindley em 1837.